# Sălătruc
Sălătruc románul: Sălătruc, falu Romániában, Erdélyben, Hunyad megyében.

## Fekvése
Blezseny (Blăjeni) mellett fekvő település.

## Története
Sălătruc korábban Blezseny (Blăjeni) része volt. 1956-ban vált külön településsé 294 lakossal.
966-ban 274, 1977-ben 233, 1992-ben 175, a 2002-es népszámláláskor 126 román lakosa volt.